# Grades de l'Armée portugaise
Cet article donne les grades en vigueur dans les Forces armées portugaises.

## Armée de terre(Portugais:Exército Português)

### Officiers de l'Armée de terre portugaise
| Code OTAN           | OF-10     | OF-9    | OF-8            | OF-7          | OF-6               | OF-5    | OF-4            | OF-3  | OF-2    | OF-1    | OF-1    | OF(D)               | Élève-officier |
| ------------------- | --------- | ------- | --------------- | ------------- | ------------------ | ------- | --------------- | ----- | ------- | ------- | ------- | ------------------- | -------------- |
| Portugal (modifier) |           |         |                 |               |                    |         |                 |       |         |         |         |                     | Various        |
| Portugal (modifier) | Marechal1 | General | Tenente-general | Major-general | Brigadeiro-general | Coronel | Tenente-coronel | Major | Capitão | Tenente | Alferes | Aspirante-a-Oficial | Cadete-Aluno   |

### Sous-officiers et hommes du rang de l'Armée de terre portugaise
| Code OTAN           | OR-9         | OR-9         | OR-9         | OR-9         | OR-9         | OR-9         | OR-8           | OR-8           | OR-7              | OR-7              | OR-6              | OR-6              | OR-6              | OR-6             | OR-6             | OR-6             | OR-5    | OR-5    | OR-5    | OR-5            | OR-5            | OR-5            | OR-4         | OR-4         | OR-3          | OR-3          | OR-2         | OR-2         | OR-2         | OR-2         | OR-2         | OR-2         | OR-1        | OR-1 |
| ------------------- | ------------ | ------------ | ------------ | ------------ | ------------ | ------------ | -------------- | -------------- | ----------------- | ----------------- | ----------------- | ----------------- | ----------------- | ---------------- | ---------------- | ---------------- | ------- | ------- | ------- | --------------- | --------------- | --------------- | ------------ | ------------ | ------------- | ------------- | ------------ | ------------ | ------------ | ------------ | ------------ | ------------ | ----------- | ---- |
| Portugal (modifier) |              |              |              |              |              |              |                |                |                   |                   |                   |                   |                   |                  |                  |                  |         |         |         |                 |                 |                 |              |              |               |               |              |              |              |              |              |              | pas insigne |      |
| Portugal (modifier) | Sargento-mor | Sargento-mor | Sargento-mor | Sargento-mor | Sargento-mor | Sargento-mor | Sargento-chefe | Sargento-chefe | Sargento-ajudante | Sargento-ajudante | Primeiro-sargento | Primeiro-sargento | Primeiro-sargento | Segundo-sargento | Segundo-sargento | Segundo-sargento | Furriel | Furriel | Furriel | Segundo-furriel | Segundo-furriel | Segundo-furriel | Cabo-adjunto | Cabo-adjunto | Primeiro-cabo | Primeiro-cabo | Segundo-cabo | Segundo-cabo | Segundo-cabo | Segundo-cabo | Segundo-cabo | Segundo-cabo | Soldado     |      |

## Marine(Portugais:Marinha)

### Officiers de la Marine portugaise
| Code OTAN           | OF-10     | OF-9           | OF-8             | OF-7     | OF-6                    | OF-5               | OF-4            | OF-3             | OF-2            | OF-1                         | OF-1                                                            | OF(D)  | Élève-officier |
| ------------------- | --------- | -------------- | ---------------- | -------- | ----------------------- | ------------------ | --------------- | ---------------- | --------------- | ---------------------------- | --------------------------------------------------------------- | ------ | -------------- |
| Portugal (modifier) |           |                |                  |          |                         |                    |                 |                  |                 |                              |                                                                 |        |                |
| Almirante da Armada | Almirante | Vice-almirante | Contra-almirante | Comodoro | Capitão de mar e guerra | Capitão de fragata | Capitão-tenente | Primeiro tenente | Segundo tenente | Guarda-marinha et Subtenente | Aspirante a oficial (École navale) Aspirante a oficial (autres) | Cadete |                |

### Sous-officiers et marins  de la Marine portugaise
| Code OTAN           | OR-9         | OR-9         | OR-9         | OR-9         | OR-9         | OR-9         | OR-8           | OR-8           | OR-7              | OR-7              | OR-6              | OR-6              | OR-6              | OR-6             | OR-6             | OR-6             | OR-5                 | OR-5                | OR-5                | OR-4 | OR-4 | OR-3                | OR-3                | OR-2               | OR-2               | OR-1          | OR-1          | OR-1          |
| ------------------- | ------------ | ------------ | ------------ | ------------ | ------------ | ------------ | -------------- | -------------- | ----------------- | ----------------- | ----------------- | ----------------- | ----------------- | ---------------- | ---------------- | ---------------- | -------------------- | ------------------- | ------------------- | ---- | ---- | ------------------- | ------------------- | ------------------ | ------------------ | ------------- | ------------- | ------------- |
| Portugal (modifier) |              |              |              |              |              |              |                |                |                   |                   |                   |                   |                   |                  |                  |                  |                      |                     |                     |      |      |                     |                     |                    |                    | pas d'insigne | pas d'insigne | pas d'insigne |
| Portugal (modifier) | Sargento-mor | Sargento-mor | Sargento-mor | Sargento-mor | Sargento-mor | Sargento-mor | Sargento-chefe | Sargento-chefe | Sargento-ajudante | Sargento-ajudante | Primeiro-sargento | Primeiro-sargento | Primeiro-sargento | Segundo-sargento | Segundo-sargento | Segundo-sargento | Primeiro-subsargento | Segundo-subsargento | Segundo-subsargento | Cabo | Cabo | Primeiro-marinheiro | Primeiro-marinheiro | Segundo-marinheiro | Segundo-marinheiro | Grumete       | Grumete       | Grumete       |

## Armée de l'air(Portugais:Força Aérea)

### Officiers de l'Armée de l'air portugaise
| Code OTAN           | OF-10     | OF-9    | OF-8              | OF-7            | OF-6                 | OF-5    | OF-4              | OF-3  | OF-2    | OF-1    | OF-1    | OF(D)               | Élève-officier |
| ------------------- | --------- | ------- | ----------------- | --------------- | -------------------- | ------- | ----------------- | ----- | ------- | ------- | ------- | ------------------- | -------------- |
| Portugal (modifier) |           |         |                   |                 |                      |         |                   |       |         |         |         |                     | Divers         |
| Portugal (modifier) | Marechal1 | General | Tenente- -General | Major- -General | Brigadeiro- -General | Coronel | Tenente- -Coronel | Major | Capitão | Tenente | Alferes | Aspirante-a-Oficial | Cadete- -Aluno |

### Sous-officiers et hommes du rang de l'Armée de l'air portugaise
| Code OTAN           | OR-9           | OR-9           | OR-9           | OR-9           | OR-9           | OR-9             | OR-8             | OR-8                | OR-7                | OR-7                | OR-6                | OR-6                | OR-6                | OR-6                | OR-6                | OR-6               | OR-5               | OR-5    | OR-5    | OR-5              | OR-5              | OR-5           | OR-4           | OR-4            | OR-3           | OR-3    | OR-2    | OR-2    | OR-2    | OR-2    | OR-2    | OR-2              | OR-1 |
| ------------------- | -------------- | -------------- | -------------- | -------------- | -------------- | ---------------- | ---------------- | ------------------- | ------------------- | ------------------- | ------------------- | ------------------- | ------------------- | ------------------- | ------------------- | ------------------ | ------------------ | ------- | ------- | ----------------- | ----------------- | -------------- | -------------- | --------------- | -------------- | ------- | ------- | ------- | ------- | ------- | ------- | ----------------- | ---- |
| Portugal (modifier) |                |                |                |                |                |                  |                  |                     |                     |                     |                     |                     |                     |                     |                     |                    |                    |         |         |                   |                   |                |                |                 |                |         |         |         |         |         |         |                   |      |
| Sargento- -Mor      | Sargento- -Mor | Sargento- -Mor | Sargento- -Mor | Sargento- -Mor | Sargento- -Mor | Sargento- -Chefe | Sargento- -Chefe | Sargento- -Ajudante | Sargento- -Ajudante | Primeiro- -Sargento | Primeiro- -Sargento | Primeiro- -Sargento | Primeiro- -Sargento | Primeiro- -Sargento | Primeiro- -Sargento | Segundo- -Sargento | Segundo- -Sargento | Furriel | Furriel | Segundo- -Furriel | Segundo- -Furriel | Cabo- -Adjunto | Cabo- -Adjunto | Primeiro- -Cabo | Segundo- -Cabo | Soldado | Soldado | Soldado | Soldado | Soldado | Soldado | Soldado- -Recruta |      |